# Karl Kordesch
Karl Kordesch (Viena, 22 de março de 1922 – Eugene, Oregon, 12 de janeiro de 2011) foi um químico e inventor austríaco. É reconhecido como inventor da pilha alcalina.

## Vida
Karl Kordesch estudou química e física na Universidade de Viena, onde obteve em 1948 um doutorado.

## Obras selecionadas
- Einsatz der Brennstoffzellentechnologie für die dezentrale Energienutzung II, 1999, Karl Kordesch und Günter Simader
- Fuel Cells and Their Applications, Karl Kordesch und Günter Simader, 2007 ISBN 3-527-29777-4
- Batteries Volume 1 Manganese Dioxide  New York 1974 ISBN 0-8247-6084-0 (em inglês)

## Condecorações
- 1967 Medalha Wilhelm Exner
- 1990 Prêmio Erwin Schrödinger